# Osnovna šola Simona Jenka Kranj
Osnovna šola Simona Jenka Kranj se nahaja v gorenjski prestolnici Kranj. Šola ima tri podružnične šole: Primskovo, Trstenik in Goriče. Šolo vodi ravnatelj Rudolf Planinšek. Matična šola se nahaja na dveh lokacijah, na Ulici XXXI. divizije 7a in na Komenskega 2 v Kranju(bivša podružnica Center). Matična šola s podružnicami v šolskem letu 2007/8 obsega 44 oddelkov s skupno 843 učenci. Šola ima tudi 4 oddelke vrtca, 3 na matični šoli in 1 na podružnici Primskovo. V vrtcu je skupno(šolsko leto 2007/8) 81 otrok. Šola je bila ustanovljena 1. septembra 1957.